# 通信系统工程师学校与研究中心
EURECOM是法国在信息和通信技术(ICT)领域领先的工程师学校及研究中心，位于法国南部阿尔卑斯滨海省索菲亚安提波利斯（Sophia Antipolis）科技园区，毗邻尼斯、昂蒂布、戛纳等市镇。该校秉承法国工程师学校“小而精”的特点，师生比例高，科研氛围浓厚，学术交流频繁，在欧洲学术领域享有广泛声誉。

## EURECOM
EURECOM于1991年由法国国立高等电信学校(现为巴黎高科电信学院，Télécom ParisTech)与洛桑联邦理工学院（EPFL）联合创立。随后陆续与国际范围内其他5所院校及9家企业建立招生项目及学术研究的合作。

### 学术合作
该校的硕士级别学生(工程师/硕士）大部分来自于其国际范围内的合作高校，这些高校在其各自国家地区均已享有盛誉。包括
| 高校                                   | 加入时间 |
| -------------------------------------- | -------- |
| 巴黎高科电信学院，法国                 | 1991     |
| 洛桑联邦理工学院，瑞士                 | 1991     |
| 都灵理工大学，意大利                   | 1994     |
| 阿尔托大学（原赫尔辛基科技大学），芬兰 | 2000     |
| 慕尼黑工业大学，德国                   | 2007     |
| 挪威科技大学，挪威                     | 2009     |

2012年，越南国立大学（胡志明市）成为该校第七个高校合作伙伴，也是EURECOM第一个欧洲以外的合作高校。
与高校的合作保证了EURECOM的生源质量以及文化的差异性。英语为该校的授课语言。在法国，EURECOM学生在实习就业上享受和巴黎高科电信学院学生同等待遇（法国企业通常会将法国高校划分等级，并依据员工毕业学校所在的级别制定待遇梯度，巴黎高科电信学院/EURECOM均属于最高等级）
EURECOM以其特殊行政管理的方式与企业机构间建立紧密的联系。合作伙伴包括：Swisscom, SFR, Orange, ST Microelectronics, BMW Group Research & Technology, Symantec, Monaco Telecom, SAP, IABG. 
2013年，摩纳哥公国(The Principality of Monaco)成为该校新的学院会员。
得益于其与企业之间的紧密联系，EURECOM被授予“Institut Carnot“称号，该称号专门用于对发展和职业化合作研究的肯定，旨在鼓励研究型项目与社会经济活动的实际参与者（特别是企业）之间的互动互助，这也是法国工程师学校的一个初衷。这种合作均为前沿且具有科研价值的项目，绝非以仅经济利益作为动力。
这些企业在EURECOM设立实验室，或与其学术团队进行项目合作研究，并为EURECOM工程师/硕士学生提供相对便利的实习就业机会。

### EURECOM的三个使命

#### 进行学术研究
EURECOM主要进行网络与安全、多媒体通信以及移动通信等领域的研究工作。
网络与安全系：安全协议与应用密码学，软件与系统安全，网络，分布式系统
多媒体通信系：多媒体图像处理，语音与音频处理，多媒体建模与交互
移动通信：通信理论，高级无线技术，无线系统与协议
该校的研究水平及成果在欧洲受到非常广泛的认可，并为其吸引大量经费投入。

#### 提供高等教育
EURECOM为提供相关研究领域的硕士研究生级别课程。
工程师学位：
EURECOM为上述合作高校的学生提供在法国地位很高的工程师学位（Master of engineering）的授课。
这些课程基于安全，网络，多媒体，移动通信等学习方向（study track）进行设置，学生有很大的选课自由，在满足自身所选方向最低学分要求后，可以任意选择感兴趣的课程。
国际硕士学位：
自2006年起，EURECOM开始为国际硕士学位（International Master）授课，该学位由巴黎高科电信学院授予。国际硕士学位研究方向包括：多媒体通信，移动通信，计算机安全。
硕士后学位：
2012年起，EURECOM 获得授予硕士后（Post Master）学位资格。硕士后学位研究方向包括：
智能交通系统通信，计算机系统与通信安全。
EURECOM共有120名包括教授，博士等在内的教学科研力量。每年大约招收100名硕士级别学生（工程师/硕士），全校硕士级别学生总数不到200人，师生比例高，师生学术交流指导十分方便。

#### 博士项目
EURECOM与诸多拥有博士点的院校合作，为博士学生提供一个高质量的科研工作环境。保证他们能够在信息通信系统领域交叉互助，为学术活动提供最大的便利。

### EURECOM在中国
EURECOM并不直接招生，而是通过巴黎高科电信学院与中国高校之间的交流项目获得生源。巴黎高科电信学院与中国高校的交流项目诸如：巴黎高科集团与中国九所高校的9+9项目，法国电信集团与中国北京邮电大学等电信领域高校的3+3项目等。每年会有一批学生通过交流项目被巴黎高科电信学院录取，并依据专业、兴趣等因素分配至EURECOM。